# The Godfathers

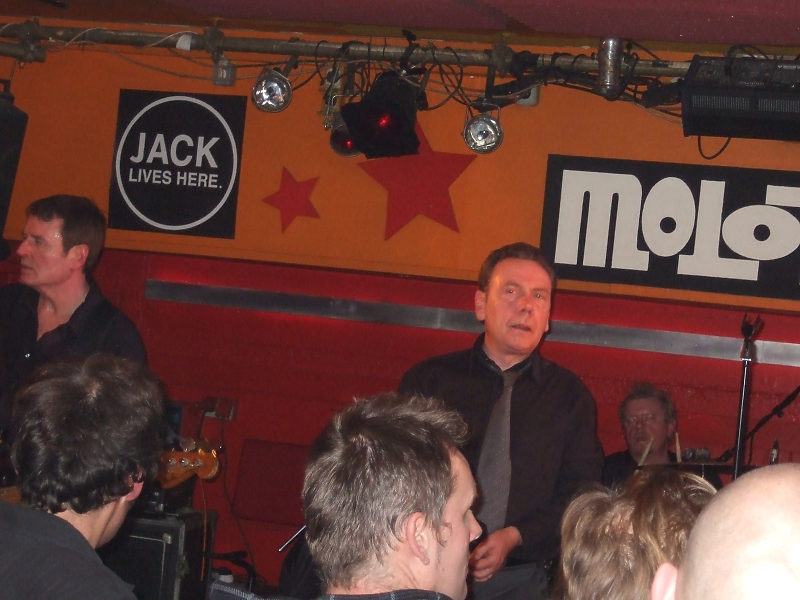
The Godfathers à Hambourg en 2009.

Pour les articles homonymes, voir The Godfather.
The Godfathers est un groupe de rock anglais originaire de Londres.

## Biographie
The Godfathers a été formé par Peter et Chris Coyne lors de la séparation de Sid Presley Experience  en 1985. Après avoir sorti indépendamment des simples produits par Vic Maile, le groupe signe un contrat avec Epic en 1987.

## Composition
- Peter Coyne - chant
- Chris Coyne - basse, chant
- Kris Dollimore - guitare, chant
- Mike Gibson - guitare, chant
- George Mazur - batterie, percussion, chant

## Discographie

### Albums
- 1986 Hit by Hit - Corporate Image
- 1988 Birth, School, Work, Death - Epic - UK #80
- 1989 More Songs About Love and Hate - Epic — The UK album cover shows Richard Burton and Elizabeth Taylor.  All tracks written by The Godfathers - UK #49
- 1991 Unreal World - Epic
- 1992 Dope, Rock 'n' Roll, and Fucking in the Streets (Live) - Corporate Image
- 1993 Orange
- 1995 Afterlife
- 1996 Birth, School, Work, Death: The Best of the Godfathers - Sony / Legacy
- 2022 Alpha Beta Gamma Delta

### Singles
| Année | Titre                              | Classement       | Classement           | Album                          |
| Année | Titre                              | U.S. Modern Rock | U.S. Mainstream Rock | Album                          |
| 1985  | "Capo Di Tuti Capi EP"             |                  |                      | Hit By Hit                     |
| 1986  | "This Damn Nation"                 |                  |                      | Hit By Hit                     |
| 1986  | "Sun Arise"                        |                  |                      | Hit By Hit                     |
| 1987  | "Love Is Dead"                     |                  |                      | Birth, School, Work, Death     |
| 1988  | "Birth, School, Work, Death"       |                  | #38                  | Birth, School, Work, Death     |
| 1988  | "Cause I Said So"                  |                  |                      | Birth, School, Work, Death     |
| 1989  | "She Gives Me Love"                | #8               |                      | More Songs About Love and Hate |
| 1990  | "I'm Lost and Then I'm Found "     |                  |                      | More Songs About Love and Hate |
| 1991  | "Unreal World"                     | #6               |                      | Unreal World                   |
| 1993  | "Strange About Today"              |                  |                      | Orange                         |
| 1995  | "That Special Feeling"             |                  |                      | Afterlife                      |
| 2022  | "I’M NOT YOUR SLAVE / WILD & FREE" |                  |                      | Alpha Beta Gamma Delta         |